# 许亚军
许亚军（1964年2月4日—），生于河北涉县，中国演员。

## 生平
小学在北京一所重点文艺学校就读。8岁出演电视剧。12岁进入中央戏剧学院表演系学习。1980年，16岁自中央戏剧学院表演系毕业，被分配到中国儿童艺术剧院当演员。1986年凭电视剧《寻找回来的世界》中饰演忧郁迷人的不良少年“伯爵”获得“大众电视金鹰奖”最佳男演员奖，吸引了许多女性观众。他也因此成为第一位登上《大众电影》杂志封面的男演员。此后，1992年出演电视剧《风雨丽人》，该剧获得第13届中国电视剧飞天奖长篇电视连续剧奖和第11届“大众电视金鹰奖”。2002年出演电视剧《空镜子》，该剧收视掀起高潮。2017年在电视剧《人民的名义》中饰演省公安厅厅长祁同伟，其表演再获观众称赞。

## 作品

### 電影
- 1976年电影《青春似火》[3]
- 1988年电影《无罪的杀手》
- 1988年电影《行窃大师》
- 1989年电影《巴黎来的枪手》饰单柯
- 1989年电影《死期临近》饰小蔡
- 1990年电影《燃烧的婚纱》饰费南
- 1990年电影《国际大营救》饰阿昌
- 1990年电影《雾都曝光》饰柯晋诚
- 1991年电影《警界英雄》
- 1992年电影《1942·雾都大曝光》
- 1995年电影《红天鹅》
- 1996年电影《洪流》饰丁子
- 2002年电影《美丽的大脚》饰刘志鹏
- 2003年电影《冬至》饰学志
- 2009年电影《徐海东血战町店》饰徐海东
- 2010年电影《今宵多珍重》
- 2023年电影《毒蜂》饰  魏大强
- 2023年电影《坚如磐石》飾 劉波

### 電視劇
- 1985年电视剧《寻找回来的世界》饰谢悦[4]
- 1986年电视剧《重庆崽儿》饰罗源
- 1990年电视剧《刘志丹和谢子长》饰刘志丹
- 1990年电视剧《风雨丽人》饰丁文生
- 1995年电视剧《风荷怨》饰夏亦寒[5]
- 1997年电视剧《女人三十》饰方舟
- 1997年电视剧《天津往事》饰侯茹之
- 1998年电视剧《白色梦幻》饰刘晨旭
- 1998年电视剧《一年又一年》饰陈焕
- 1999年电视剧《怦然心动》
- 2000年电视剧《城市上空的惊鸟》（黑鸟）饰廖曙光
- 2001年电视剧《曼谷雨季》饰萧万雄
- 2002年电视剧《空镜子》饰马黎明
- 2003年电视剧《玫瑰花开》饰戴强
- 2003年电视剧《浪漫的事》饰马鲲鹏
- 2003年电视剧《给点阳光就灿烂》饰杜乃光
- 2004年电视剧《生命的颜色》饰贺南之
- 2004年电视剧《黑色郁金香》饰徐谦
- 2005年电视剧《预谋》饰卢望天
- 2005年电视剧《别阻挡我的幸福》（幸福有多远、心理杀机）饰徐家祥
- 2006年电视剧《十月怀胎》饰沈希伦
- 2006年电视剧《孝子》饰乔海洋
- 2006年电视剧《婚姻密码》饰齐越
- 2007年电视剧《我们的知青年代》饰胡雄文
- 2007年电视剧《漩涡》饰谢涛
- 2007年电视剧《红海棠》饰杨俊德
- 2007年电视剧《远东第一监狱》饰张楠
- 2008年电视剧《夜来香》饰李同
- 2008年电视剧《疯狂的背后》饰吕东
- 2009年电视剧《原谅》饰曲林
- 2009年电视剧《热血痴心》饰谢伟华
- 2010年电视剧《在梦中我失去了你》
- 2010年《复婚》饰 潘军
- 2011年《老爸的筒子楼》饰 雷二亮
- 2011年《李春天的春天》饰梁冰[6]
- 2011年《新永不瞑目》饰 李春强
- 2012年《从军记》饰 董家瑞

### 电视剧
| 年份 | 剧名                 | 角色   | 备注                      |
| 2013 | 唐山大地震           | 小林   | [ 7 ]                     |
| 2014 | 温暖的日子           | 郭良   | [ 8 ]                     |
| 2014 | 青春燃烧的岁月       | 孟青田 | [ 9 ]                     |
| 2014 | 我和我的他们         | 顾汉梁 | [ 10 ] [ 11 ]             |
| 2015 | 大好时光             | 朱涛   | [ 12 ]                    |
| 2016 | 寒山令               | 曾楚南 | [ 13 ]                    |
| 2016 | 守婚如玉             | 赵明齐 |                           |
| 2016 | 太太万岁             | 赵坦   |                           |
| 2017 | 人民的名义           | 祁同伟 | [ 14 ]                    |
| 2018 | 危机四伏             | 吴文皓 | 2012年拍攝，又名:往日情怀 |
| 2018 | 远大前程             | 徐世昭 |                           |
| 2018 | 陪读妈妈             | 丁致远 |                           |
| 2019 | 天衣无缝             | 于先生   |                           |
| 2020 | 巡回检察组           | 严正义 |                           |
| 2021 | 小重逢               | 武家一 | 2017年拍攝                |
| 2021 | 真相                 | 赵睿   | 网络剧                    |
| 2021 | 埃博拉前线           | 冯刚   |                           |
| 2023 | 回响                 | 莫漢君 | 网络剧，客串              |
| 2024 | 大江大河之岁月如歌   | 梁父   |                           |
| 2024 | 前途无量             | 祝丰山 |                           |
| 2025 | 大河之水             | 馮大凱 |                           |
| 待播 | 造芯者               |        |                           |
| 待播 | 你永远在我身边       |        |                           |
| 待播 | 在不安的世界安静的活 |        |                           |
| 待播 | 雷霆令               | 马景荣 |                           |
| 待播 | 许我耀眼             | 沈金松 |                           |
| 待播 | 燃霜为昼             | 华典   | 网络剧                    |
| 待播 | 欢聚                 | 伍平伟 |                           |
| 待播 | 奉陪到底             | 商秉杰 |                           |

## 家庭
- 第一任妻子：黄建萍，和许亚军同为中国儿童艺术剧院演员。后逝世[15]。
- 第二任妻子：张晞，生于艺术家庭。父亲为演员，母亲为舞蹈家。5岁开始学钢琴，后在天津音乐学院学习。曾任中国儿童艺术剧院青年轻音乐队键盘演奏员。1989年起出演影视剧，处女作为电影《豆蔻年华》的女主角。随后在电视剧《情系浏阳河》、《蹲班大将》中饰女主角[15]。
- 第三任妻子：何晴，演员。1995年在和许亚军共同出演电视剧《风荷怨》时恋爱，后许亚军与张晞离婚，与何晴结婚。2001年和许亚军育有一子。2003年二人离婚[15]。
- 第四任妻子：张澍。2004年在和许亚军共同出演一部戏时恋爱，2008年结婚。2010年和许亚军育有一子[15]。

## 獎項
- 第22届华鼎奖 - 中国当代题材电视剧最佳男演员《守婚如玉》